# Дрангштедт
Дрангштедт (нем. Drangstedt) — коммуна в Германии, в земле Нижняя Саксония.
Входит в состав района Куксхафен. Принадлежит общине Гестланд. Подчиняется управлению Бедеркеза. Население составляет 1462 человека (на 31 декабря 2010 года). Занимает площадь 17,02 км². Официальный код — 03 3 52 013. 